# Eser Elmali
Eser Elmali (Deventer, 6 juni 1995), is een Turks/Nederlands voetballer momenteel uitkomend voor FC Emmen. Op 20 september maakte hij zijn debuut voor FC Emmen in de KNVB Beker wedstrijden tussen SVV Scheveningen en FC Emmen. Elmali kwam ook diverse malen uit voor Turkse vertegenwoordigende jeugdelftallen. 

## Statistieken
| Seizoen | Club       | Land               | Competitie     | Niveau | Competitie | Competitie | Beker | Beker | Totaal | Totaal |
| Seizoen | Club       | Land               | Competitie     | Niveau | Wed.       | Dlp.       | Wed.  | Dlp.  | Wed.   | Dlp.   |
| ------- | ---------- | ------------------ | -------------- | ------ | ---------- | ---------- | ----- | ----- | ------ | ------ |
| 2014/15 | PEC Zwolle | Vlag van Nederland | Eredivisie     | I      | 0          | 0          | 0     | 0     | 0      | 0      |
| 2014/15 | FC Emmen   | Vlag van Nederland | Eerste divisie | II     | 0          | 0          | 0     | 0     | 0      | 0      |
| 2015/16 | FC Emmen   | Vlag van Nederland | Eerste divisie | II     | 0          | 0          | 0     | 0     | 0      | 0      |
| 2016/17 | FC Emmen   | Vlag van Nederland | Eerste divisie | II     | 0          | 0          | 1     | 0     | 1      | 0      |